# Hernán Darío Muñoz
Hernán Darío Muñoz Giraldo (Rio Negro, 5 januari 1973) is een Colombiaanse wielrenner.

## Overwinningen
1997
- 10e deel B en 12e etappe Ronde van Tachira

1998
- Eindklassement Ronde van Costa Rica
- 7e etappe Ronde van Tachira

2002
- 9e etappe en eindklassement Ronde van Langkawi
- 12e etappe Ronde van Colombia

2003
- 8e, 13e etappe en eindklassement Ronde van Tachira
- 9e etappe Ronde van Langkawi

2007
- 2e etappe Ronde van de Gila

2009
- 1e etappe Clásico RCN

## Grote rondes
| Jaar | Ronde van Italië | Ronde van Frankrijk | Ronde van Spanje |
| ---- | ---------------- | ------------------- | ---------------- |
| 2002 | 27e              |                     |                  |
| 2003 | 46e              |                     |                  |